# Крајна Порубка
Крајна Порубка (слч. Krajná Porúbka) насељено је мјесто са административним статусом сеоске општине (слч. obec) у округу Свидњик, у Прешовском крају, Словачка Република.

## Становништво
| Година:    | 1994. | 2004.   | 2014.   | 2024.    |
| ---------- | ----- | ------- | ------- | -------- |
| Број људи: | 61    | 56      | 52      | 34       |
| Разлика:   |       | -8,19 % | -7,14 % | -34,61 % |

| Година:    | 2023. | 2024.   |
| ---------- | ----- | ------- |
| Број људи: | 33    | 34      |
| Разлика:   |       | +3,03 % |

Према подацима о броју становника из 2024. године насеље је имало 34 становника.